# Дедушкин (посёлок)
Дедушкин — посёлок в Харабалинском районе Астраханской области России. Входит в состав муниципального образования «Город Харабали».

## География
Посёлок находится в центральной части Астраханской области, на левом берегу Волги, на расстоянии примерно 14 километров (по прямой) к западу-юго-западу от города Харабали, административного центра района. Абсолютная высота — 20 метров ниже уровня моря. 

Климат умеренный, резко континентальный. Характеризуется высокими температурами летом и низкими — зимой, малым количеством осадков, а также большими годовыми и летними суточными амплитудами температуры воздуха.

## История
Законом Астраханской области от 6 апреля 1998 года посёлок Заготскототкорма переименован в Дедушкин.

## Население
| 2002 | 2010 |
| ---- | ---- |
| 39   | ↘23  |

По данным Всероссийской переписи, в 2010 году численность населения посёлка составляла 23 человека (13 мужчин и 10 женщин). Согласно результатам переписи 2002 года, в национальной структуре населения казахи составляли 56 %, русские — 37 %.